# Rodrigo Orgóñez
Rodrigo Orgóñez (Oropesa, 1490 – Cusco, 26 aprile 1538) è stato un generale ed esploratore spagnolo agli ordini di Diego de Almagro.

## Biografia
Dimostrò la sua lealtà servendo come soldato per cinque anni prima di venire nominato secondo in comando, con l'obiettivo di conquistare e governare la parte meridionale dell'impero Inca. Aiutò Almagro nel suo colpo di Stato a Cusco, alla guida di coloro che circondarono il palazzo Amaru Cancha catturando Hernando e Gonzalo Pizarro. In seguito guidò l'esercito contro i fratelli Pizarro, ma fu sconfitto nel 1538. Fu giustiziato da Hernando Pizarro fuori Cusco, portando lo storico statunitense William H. Prescott a scrivere: "Così morì un cavaliere leale, deciso in consiglio, intraprendente in azione, che aveva attraversato le coste dell'America".